# Tailladès (Fluss)
Der Tailladès (französisch: Ruisseau de Tailladès) ist ein kleiner Fluss im Zentralmassiv von Frankreich, der im Département Cantal der Region Auvergne-Rhône-Alpes östlich der Stadt Aurillac verläuft.

## Geografie

### Verlauf
Der Tailladès entspringt im Gemeindegebiet von La Trinitat, verläuft generell Richtung Nordnordwest durch den Regionalen Naturpark Aubrac und mündet nach rund 16 Kilometern an der Gemeindegrenze von Jabrun und Lieutadès als linker Nebenfluss in den Lévandès.

### Orte am Fluss
(Reihenfolge in Fließrichtung)
- Les Fajoux, Gemeinde La Trinitat
- Requistat, Gemeinde Jabrun
- Sanivalo, Gemeinde Jabrun
- Maisonneuve, Gemeinde Jabrun
- La Gravière, Gemeinde Jabrun
- Cabrillade, Gemeinde Lieutadès